# Raadhuis van Goedereede
Het Raadhuis van Goedereede is een voormalig raadhuis gelegen aan de Markt 7 in de plaats Goedereede, in de Nederlandse provincie Zuid-Holland. Het pand werd gebouwd in 1852 op de plek van het oude stadhuis en is uitgevoerd in een neoclassicistische gevel met hoeklisenen. Het rechter gedeelte staat op de plaats van het middeleeuwse raadhuis, dat werd verwoest bij de brand van 1482. 
Het huidige gemeentehuis van de gemeente Goeree-Overflakkee is gevestigd aan de Koningin Julianaweg 45 te Middelharnis.